# Алунд
Алунд (рос. алунд, англ. alundum, aluminium-oxide abrasive; нім. Alund) — штучний корунд. Одержують алунд з бокситів. Хімічна формула — Al2O3.
Отримують шляхом топлення в електричних печах бокситу з відновником (ошурки). Застосовується як абразивний, вогнетривкий матеріал для виготовлення ливарних форм і стрижнів, конструктивних елементів радіоламп, абразивних кругів тощо.